# Nunavik
Nunavik (ang. wym. inuktitut ᓄᓇᕕᒃ) – obszar w Quebecu w Kanadzie obejmujący obszary na północ od równoleżnika 55°. Na zachód od Nunaviku znajduje się Zatoka Hudsona, na północy położona jest Cieśnina Hudsona, a na wschodzie Zatoka Ungawa i Półwysep Labradorski. Region obejmuje 507 tys. km², co stanowi ⅓ powierzchni Quebecu.
Według spisu powszechnego z 2016 r. populacja regionu liczy ponad 13 188 mieszkańców, w większości (87%) Inuitów, i rozmieszczona jest w 14 wsiach nad Zatoką Ungawa, Cieśniną Hudsona i Zatoką Hudsona.
W 1670 r. Korona Angielska podarowała obszary wokół Zatoki Hudsona Kompanii Zatoki Hudsona. Terytoria te zostały przekazane Kanadzie wkrótce po utworzeniu Konfederacjy Kanady. W 1912 r. Quebec Boundaries Extension Act scedował dystrykt Ungawy na prowincję Quebec. Prowadzone od lat 1940. do lat 1960. prace nad utworzeniem struktur administracyjnych i instalacji wojskowych, rozwojem górnictwa i instalacji hydroenergetycznych oraz ustanowieniem systemu opieki zdrowotnej, edukacji i zabezpieczenia społecznego zmusiły Inuitów do przyjęcia osiadłego trybu życia.
Spór sądowy z lat 1971–1975 o kolejną inwestycję hydroenergetyczną doprowadził do ugody i podpisania 11 listopada 1975 r. James Bay and Northern Quebec Agreement, który powierzył administrację nad zamieszkanym przez Inuitów regionem w ręce Regionalnego Rządu Kativik.